# Klucz raciąski
Klucz raciąski (Klucz Raciąski Ziemskich Posiadłości Biskupstwa Kujawskiego) – historyczna nazwa dóbr ziemskich na Kujawach.
Pierwsze pisane informacje o kluczu raciąskim pochodzą z 1250, kiedy to książę kujawski i łęczycki Kazimierz I (syn Konrada mazowieckiego) wymienił posiadłości wchodzące w skład klucza jako własność biskupów kujawskich. 6 października 1250 w Sieradzu podpisał on dokument, w którym zatwierdził biskupom kujawskim wszelkie prawa i przywileje, dotyczące ich posiadłości na ziemiach książęcych.
Są tam wymienione wszystkie dobra biskupie wchodzące w skład klucza raciąskiego:
- Raciążek
- Straszewo
- Brzoza
- Swarzewo
- Chlewiska
- Turzno
- Mleczkowo
- Przybysław
- Podole
- Brzeźno
- Niestuszewo
- Dąbrowa
- Tupadły

Siedzibą klucza raciąskiego był zamek biskupów kujawskich w Raciążku. Klucz raciąski istniał do czasów I rozbioru (do 1772).